# トレド駅 (ナポリ地下鉄)
トレド駅（トレドえき、Toledo (metropolitana di Napoli)、英：Toledo_station）はナポリ地下鉄1号線の駅である。

## 歴史
- 2012年 開業

## ギャラリー

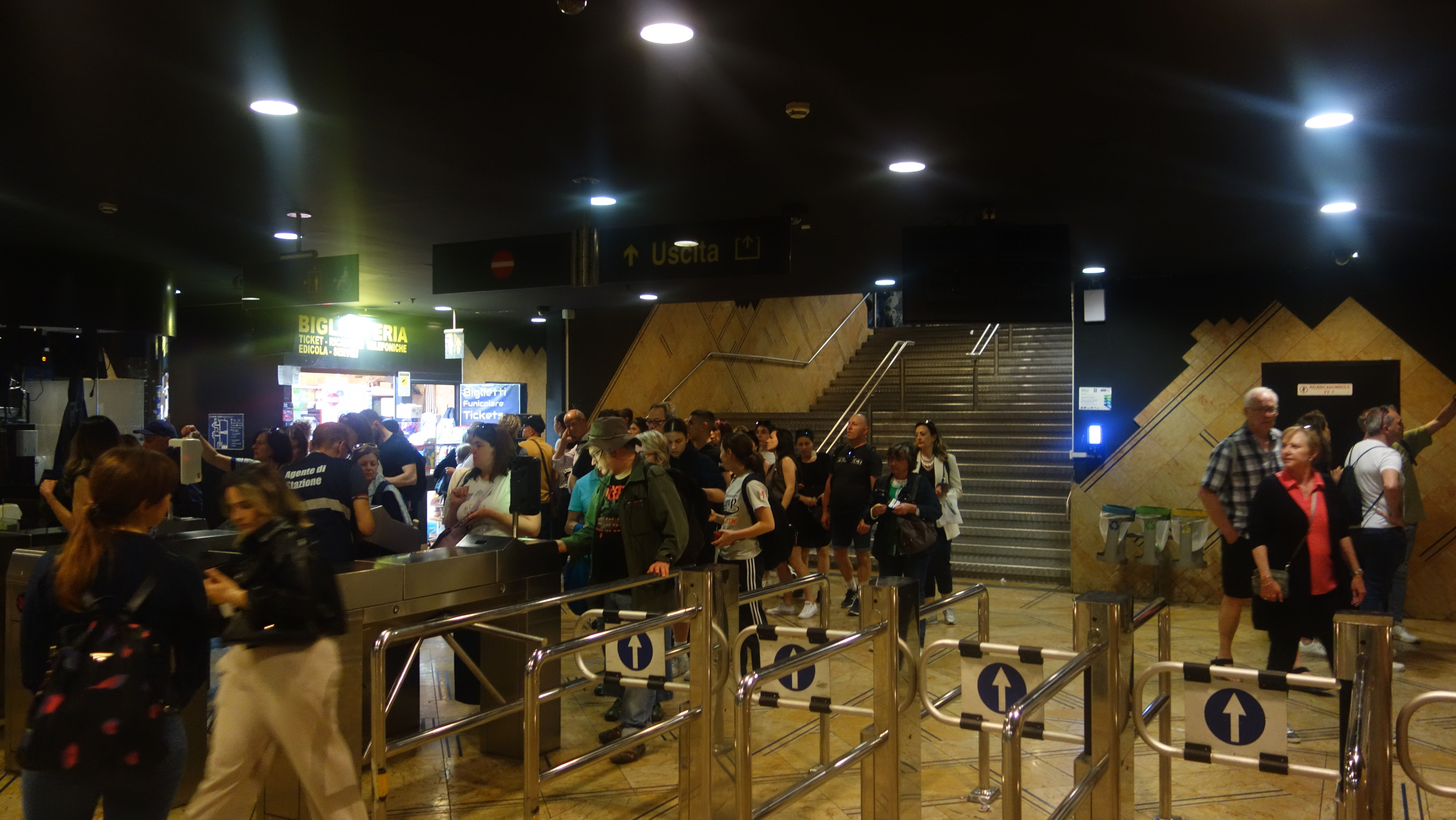
改札口
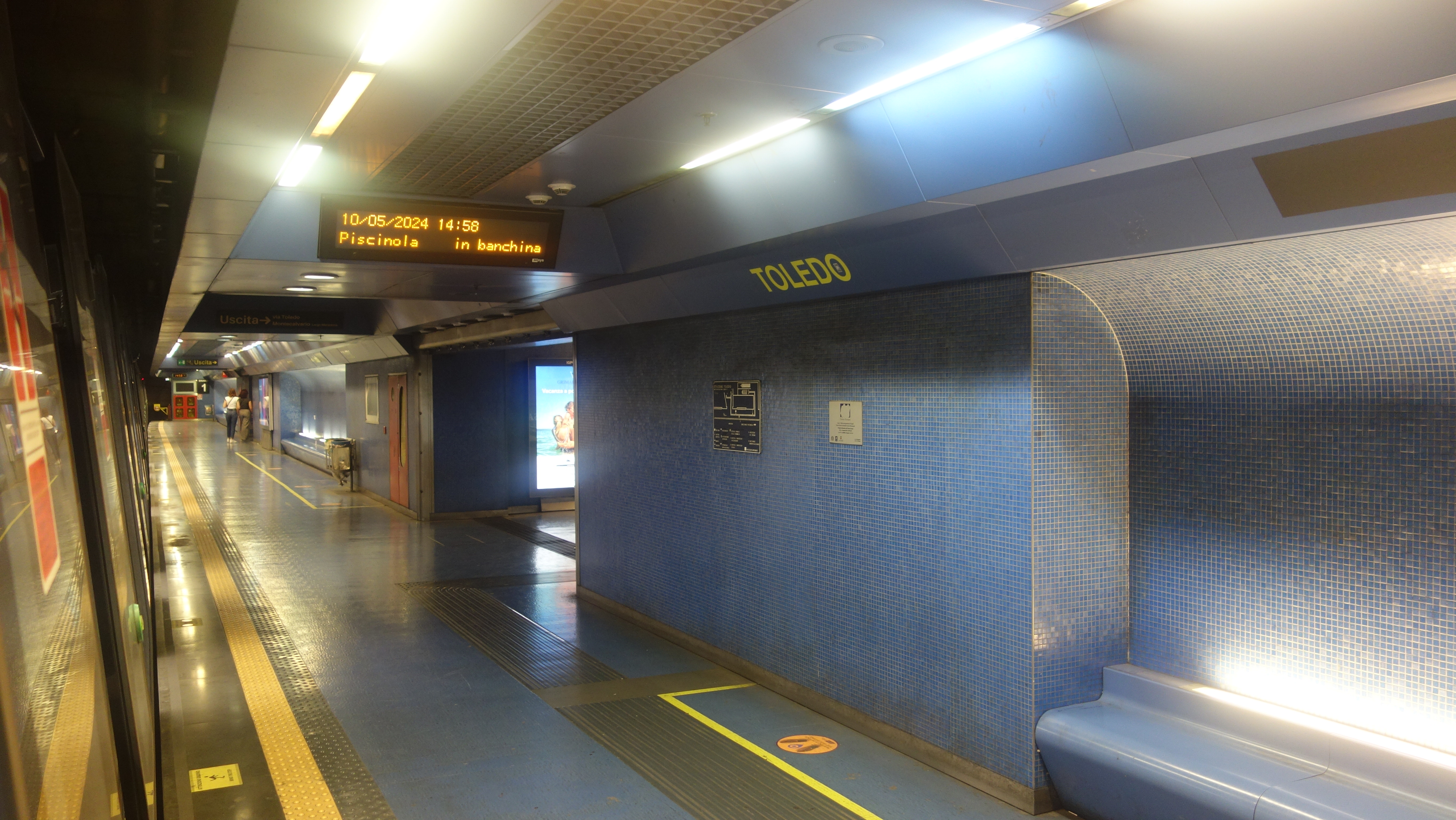
ホーム